# Jakob Olofsgård
Jakob Pär Edgart Olofsgård, född 25 juli 1975 i Vrigstads församling, Jönköpings län, är en svensk politiker (liberal), som är ordinarie riksdagsledamot sedan 2021 för Jönköpings läns valkrets.
Från den 12 april 2024 till den 31 mars 2025 var han Liberalernas partisekreterare.

## Biografi
Jakob Olofsgård är född och uppvuxen i Skede i Vetlanda kommun, men bor sedan många år tillbaka i Jönköping. Han har en bakgrund som pastor i Equmeniakyrkan, men jobbade som projektledare inom byggsektorn innan uppdraget som riksdagsledamot. Han efterträdde Emma Carlsson Löfdahl den 1 augusti 2021, som lämnade sin plats som politisk vilde i riksdagen den 31 juli 2021.
Han efterträdde Gulan Avci som partiets partisekreterare 12 april 2024 och meddelade sin avgång i mars 2025.